# Rostkungsfiskare
Rostkungsfiskare (Halcyon coromanda) är en karakteristisk asiatisk fågel i familjen kungsfiskare inom ordningen praktfåglar.

## Kännetecken

### Utseende
Rostkungsfiskaren är en medelstor (25-27 cm), distinkt men skygg kungsfiskare. Den är övervägande rostorange med violett glans på ryggen, turkosfärgad övergump och röd näbb. Ungfågeln har brunare ovansida och mörk näbb.

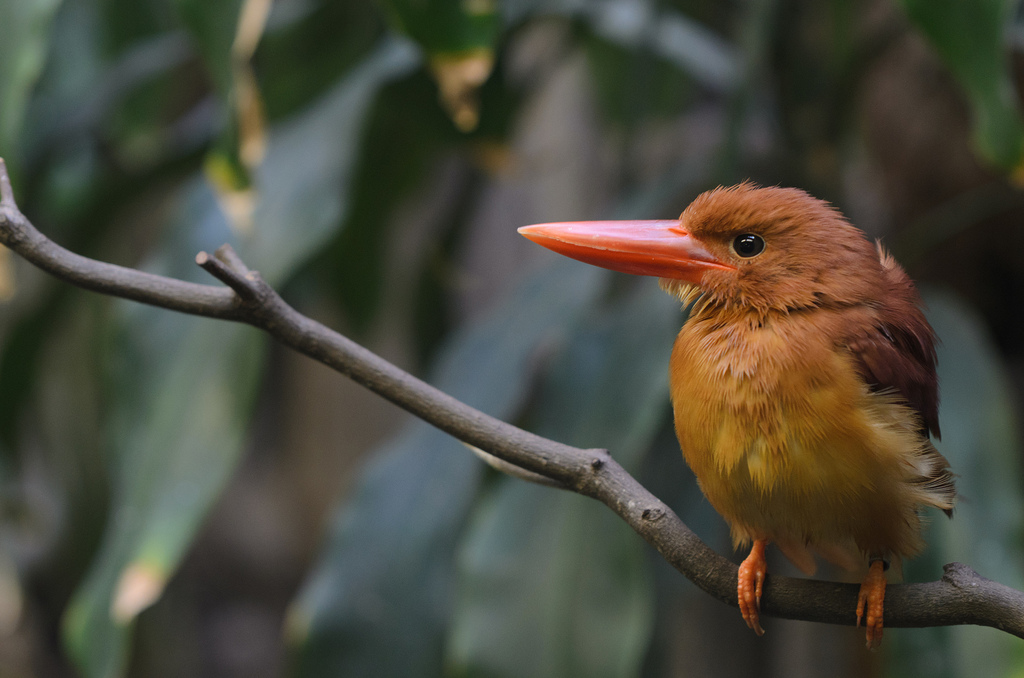

### Läte
I Indien hörs ett ljust gällt enstavigt läte, medan den i Japan yttrar ett darrande och flöjtlikt "pyorr, pyorr".

## Utbredning och systematik
Rostkungsfiskaren förekommer i två skilda områden i Asien, dels i östra Asien i Japan och på fastlandet intilliggande Koreahalvön och delar av östra Kina, dels i södra och sydöstra Asien från Himalaya till Sulaöarna öster om Indonesien. Den delas in i tio underarter med följande utbredning:
- Halcyon coromanda major – Japan, Korea, nordöstra Kina; övervintrar i Taiwan, Filippinerna, Borneo
- Halcyon coromanda coromanda – östra Himalaya till norra Myanmar och sydvästra Kina, övervintrar i Sumatra
- Halcyon coromanda mizorhina – Andamanerna, eventuellt även Nikobarerna
- Halcyon coromanda minor – Riauöarna, Mentawiöarna, södra Malackahalvön och Stora Sundaöarna
- Halcyon coromanda bangsi – Ryukyuöarna; övervintrar på Filippinerna och Talaudöarna
- Halcyon coromanda linae – Palawan (sydvästra Filippinerna)
- Halcyon coromanda claudiae – Suluöarna (Tawi-Tawi, Bulubuk och Sanga Sanga)
- Halcyon coromanda pelingensis – Peleng (utanför östra Sulawesi)
- Halcyon coromanda rufa – södra Sulawesi, Sangihe, Pulau Muna- och Butonöarna
- Halcyon coromanda sulana – Sulaöarna (öster om Sulawesi)

## Levnadssätt
I norra delen av utbredningsområdet och i Himalaya hittas rostkungsfiskaren utmed eller i närheten av bergsbelägna rinnande vattendrag i tät städsegrön skog upp till 1800 meters höjd. I tropikerna ses den istället i skogklädda kustnära områden, framför allt i mangrove, Nipa-palmer och av tidvatten påverkad skog. Den är skygg och svår att få syn på, varför rätt lite är känt om dess levnadsvanor. Födan verkar bestå, beroende på närmiljön, av stora insekter, små landlevande sniglar och ödlor eller kustlevande fisk och krabbor. Fågeln häckar i bohålor utgrävda i jordbankar eller i träd upp till tre meter ovan mark, vari den lägger fyra till sex ägg.

## Status och hot
Arten har ett stort utbredningsområde och en stor population, men tros minska i antal till följd av att mangroveskogar huggs ner, kollisioner med fyrar och insamling för uppstoppning. Den minskar dock inte tillräckligt kraftigt för att den ska betraktas som hotad. Internationella naturvårdsunionen IUCN kategoriserar därför arten som livskraftig (LC). Världspopulationen har inte uppskattats, men den beskrivs som vida spridd men generellt sällsynt och ovanlig.